# Thiania jucunda
Thiania jucunda is een spinnensoort in de taxonomische indeling van de springspinnen (Salticidae).
Het dier behoort tot het geslacht Thiania. De wetenschappelijke naam van de soort werd voor het eerst geldig gepubliceerd in 1890 door Tord Tamerlan Teodor Thorell. Het is een van de spinnensoorten die in 1886 op het eiland Nias verzameld waren door Elio Modigliani.